# Willibald Alexis

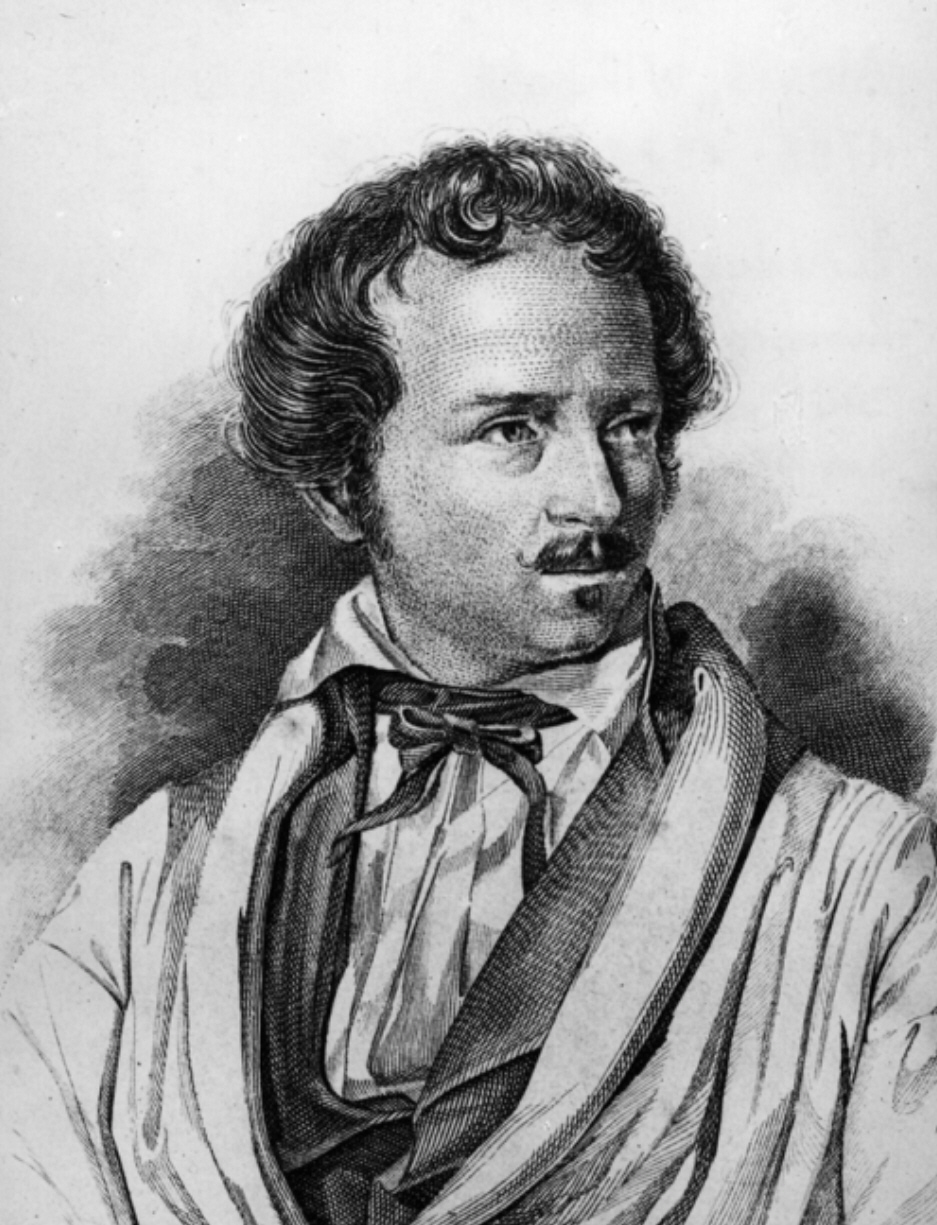
Willibald Alexis (ca. 1840).

Willibald Alexis (pseudoniem van Georg Wilhelm Heinrich Häring; Breslau, 29 juni 1798 - Arnstadt, 16 december 1871) was een Duits schrijver die geldt als de grondlegger van de realistische historische roman in de Duitse letterkunde.

## Biografie

### Jeugd
Alexis was afkomstig uit een hugenootse familie uit Bretagne met de naam Harenc. Zijn pseudoniem nam hij aan om grappen over zijn naam te vermijden. Zijn vader, directeur van de griffie, stierf reeds in 1802. Als kind maakte Alexis de belegering van Breslau mee. Nadat de stad in 1806 was ingenomen door de Fransen (hij beschrijft deze gebeurtenis in Penelope), verhuisde hij met zijn moeder, Henriette Juliane Louise Charlotte Rellstab, naar Berlijn
Gedurende veertien jaar woonden ze in bij haar familieleden. Hij bezocht eerst de particuliere school van Messow en daarna het Friedrichwerdersche Gymnasium. De gevechten begin maart 1813 tussen de kozakken en de Fransen brachten de gymnasiast in vervoering. In 1815 nam hij als vrijwilliger deel aan de veldtocht tegen de teruggekeerde Napoleon Bonaparte. Als soldaat in het regiment Kolberg belegerde hij enkele vestingen in de Ardennen. Hierover schreef hij later in de novelle Iblou en kritischer in Als Kriegsfreiwilliger nach Frankreich.

### Studie, jurist, schrijver
Vanaf 1817 studeerde Alexis in Berlin en Breslau bij Friedrich Carl von Savigny en Friedrich von Raumer rechten en geschiedenis. In 1820 werd hij kandidaat-rechter in de strafkamer van het gerechtshof in Berlijn. Hier leerde hij een vriend van de schrijver E.T.A. Hoffmann kennen, Julius Eduard Hitzig, die op zijn beurt hem in contact bracht met Friedrich de la Motte-Fouqué. Na het succes van zijn eerste roman, Walladmor, staakte hij zijn ambtelijke carrière. Hoewel hij het boek presenteerde als een bewerking van een roman van Walter Scott was dit een volledig nieuw verhaal, al is de invloed van Scotts Ivanhoe groot.
Vanaf 1827 woonde hij in Berlijn en leidde daar de redactie van het Berliner Konversationsblatt, dat in 1830 fuseerde met de Freimüthige. In 1835 beëindigde hij zijn hoofdredacteurschap uit protest tegen de toenemende censuur. Daarna leefde hij als zelfstandig auteur en feuilletonschrijver voor verschillende kranten.

### Werken zonder ophouden
In volgende jaren schreef hij, meestal met veel succes, roman na roman, maar hij was ook op andere terreinen actief. Hij stichtte verschillende leesgezelschappen, leidde boekhandels, kocht en verkocht huizen, was toneelrecensent voor de Vossische Zeitung en publiceerde boeken over zijn reizen door onder andere Frankrijk, Scandinavië en Oost-Pruisen. Via zijn medewerking aan het "Mittwochsgesellschaft" van letterkundigen bouwde hij contacten op met onder anderen Joseph von Eichendorff, Karl Immermann en Wilhelm Hauff. Na zijn huwelijk in 1838 met Laetitia Perceval werd zijn huis een trefpunt voor literair Berlijn. Tot de gasten behoorde onder anderen Ludwig Tieck. Vanaf 1842 publiceerde hij samen met Hitzig Der neue Pitaval, een buitengewoon succesvolle reeks met waargebeurde misdaadverhalen.
Waar hij in de jaren voor de Maartrevolutie van 1848 tot de liberalen werd gerekend, kreeg hij toen hij na het neerslaan van de revolutie bleef vasthouden aan haar idealen, de naam een "rode republikein" te zijn. Samen met zijn teleurstelling over het mislukken van de opstand bewogen de voortdurende aanvallen op zijn persoon hem ertoe om Berlijn te verlaten. Nadat hij 1847-1848 langere tijd in Rome verbleef, trok hij zich in 1853 terug in Arnstadt.

### Ziekte en ouderdom
In 1856 kreeg Alexis een beroerte, in 1860 gevolgd door een tweede. Zijn geheugen was onherstelbaar beschadigt en hij kon zijn letterkundig werk niet meer voortzetten, waardoor de eens zo succesvolle auteur was aangewezen op ondersteuning door de Deutsche Schillerstiftung. In 1867 werd aan de verlamde, blinde en dementerende schrijver de Huisorde van Hohenzollern verleend. Vier jaar later overleed hij en werd begraven op het oude kerkhof van Arnstadt. In 1914 richtte de gemeente Kloster Lehnin een monument voor Alexis op in de vorm van een zwerfkei met een bronzen plaquette.

## Werken

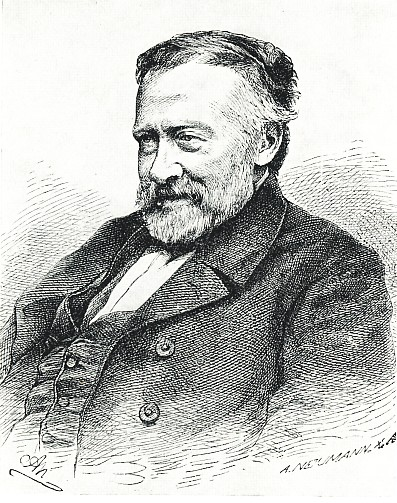
Willibald Alexis door A. Neumann (1872).

Willibald Alexis geldt als grondlegger van het historisch-realisme in de Duitse literatuur, een genre waarvan Theodor Fontane de voornaamste vertegenwoordiger is. Alexis begon zijn literaire carrière met het schrijven van boekbespreking in de Wiener Jahrbüchern der Literatur en het tijdschrift Hermes. Hij besprak hierin onder andere werken van Walter Scott, Lord Byron, Heinrich Heine en Immermann. Zijn eerste fictiewerk was het satirisch-idyllische epos Die Treibjagd. Naar aanleiding van een weddenschap schreef hij de roman Walladmor (1824), die in een groot aantal vertalingen verscheen en oorspronkelijk werd beschouwd als de vertaling van een van Scotts boeken, wat ook Alexis' bedoeling was. Hetzelfde dacht men van zijn tweede roman Schloss Avalon (1827), die echter veel minder succesvol was dan Walladmor.
Naast deze grotere werken schreef Alexis een serie novellen volgens het concept van Wilhelm Tieck. Deze verschenen in 1830-'31 in vier delen en werden in 1836 gevolgd door twee delen Neue Novellen. Geïnspireerd door de jongduitse beweging, publiceerde hij enkele werken in hun geest: de romans Das Haus Düsterweg (1835) en Zwölf Nächte (1838). Eerder had hij in 1832 met Cabanis de eerste van zijn "vaderlandse romans" het daglicht doen zien.
In zijn "vaderlandse romans" behandelde Alexis beetje bij beetje de belangrijkste tijdvakken uit de geschiedenis van Brandenburg en Pruisen van de veertiende tot halverwege de negentiende eeuw. Hij deed dit zeer uitvoerig, met een nauwgezette beschrijving van de details, aandacht voor de verschillende standen in de samenleving en beslist patriottisch. Behalve Cabanis behoren tot deze boeken Der Roland von Berlin (1840), Der falsche Waldemar (1842), Die Hosen des Herrn von Bredow (1846), Ruhe ist die erste Bürgerpflicht (1852), Isegrimm (1854) en Dorothee (1856).
Naast romans schreef Alexis een groot aantal kleinere vertellingen en verhalen, gedichten en ballades, reisbeschrijvingen en biografische schetsen (onder ander over William Shakespeare en Anton Reiser) en publiceerde samen met Hitzig Der neue Pitaval, een verzameling waargebeurde misdaadverhalen waarin de auteurs het accent legden op de psychologie van de misdadiger en door een spanningsopbouw de lezers wilden onderhouden. Deze verhalen waren van invloed waren op het ontstaan van het genre van de misdaadroman. Enkele van Alexis' gedichten werden door Carl Loewe en Johannes Brahms op muziek gezet. Met zijn toneelwerk had hij slechts weinig succes. In 1874 verscheen zijn verzameld werk in 20 delen.

## Publicaties

### Fictie
- Die Treibjagd. Epos (1820).
- Walladmor. Frei nach dem Englischen des Walter Scott (Berlijn: Herbig, 1824; Nederlandse vertaling: Walladmor, Groningen: W. van Boekeren, 1826-'27).
- Die Geächteten. Novelle (Berlijn: Duncker und Humblot, 1825).
- Schloß Avalon. Frei nach dem Englischen des Walter Scott vom Uebersetzer des Walladmor 3 Bände. Roman. (Leipzig: Brockhaus, 1827; 3 delen).
- Gesammelte Novellen (1830-'31; 4 delen).
- Cabanis. Vaterländischer Roman in 6 Büchern (Berlijn: Fincke, 1832).
- Das Haus Düsterweg. Eine Geschichte aus der Gegenwart (Leipzig, 1835).
- Neue Novellen (1836).
- als medeauteur: Penelope (1837).
- Zwölf Nächte. (1838).
- Der Roland von Berlin. Vaterländischer Roman (1840).
- Der falsche Woldemar. Vaterländischer Roman (1842).
- Urban Grandier oder die Besessenen von Loudun (1843).
- Die Hosen des Herrn von Bredow. Vaterländischer Roman (Berlijn: Adolf, 1846).
- Der Werwolf. Vaterländischer Roman (1848).
- Der Zauberer Virgilius. Ein Märchen aus der Gegenwart (Berlijn: Adolf, 1851).
- Ruhe ist die erste Bürgerpflicht oder Vor 50 Jahren. Vaterländischer Roman aus der Zeit der Erniedrigung Preußens (Berlijn: Barthol, 1852).
- Isegrimm. Vaterländischer Roman aus der Zeit der Not und Befreiung (Berlijn: Barthol, 1854).
- Dorothee. Ein Roman aus der Brandenburgischen Geschichte (1856).
- Ja in Neapel (Berlijn: Janke, 1860).

### Non-fictie
- Als Kriegsfreiwilliger nach Frankreich 1815. Blätter aus meinen Erinnerungen (1815).
- Wanderungen im Süden (1828; Nederlandse vertaling: Reistogten in het zuiden van Frankrijk, Amsterdam: J.C. van Kesteren, 1829).
- Herbstreise durch Scandinavien (Berlijn, 1828; 2 delen).
- Wiener Bilder (Leipzig: Brockhaus, 1833).
- Schattenrisse aus Süddeutschland (Leipzig, 1834).
- met Julius Eduard Hitzig: Der neue Pitaval. Eine Sammlung der interessantesten Criminalgeschichten aller Länder aus älterer und neuerer Zeit (Leipzig: Brockhaus, 1842–1890; 60 delen).
- Arnstadt. Ein Bild aus Thüringen (1851).